# لانتانا كاتنغية
لانتانا كاتنغية (الاسم العلمي: Lantana caatingensis) هي نوع نباتي يتبع جنس اللانتانا من فصيلة اللويزية.